# David Sanborn
David William Sanborn (Tampa, 30 de julho de 1945 – 12 de maio de 2024) foi um saxofonista norte-americano.
Vencedor de seis prémios Grammy e um dos campeões mundiais de vendagem no género instrumental com cerca de sete milhões de cópias, David já acompanhou Albert King, David Bowie, Eric Clapton, Burt Bacharach, James Brown, James Taylor, Stevie Wonder e o grupo The Eagles, Djavan, entre outros. 

## Carreira

### Primeiros anos
Sanborn nasceu em Tampa, Flórida e cresceu em Kirkwood, Missouri. Ele sofria de poliomielite em sua juventude, e começou a tocar saxofone devido a um conselho médico para reforçar os músculos enfraquecidos do peito e melhorar sua respiração. Sanborn já tocava com os músicos de blues Albert King e Little Milton com a idade de 14, e continuou tocando blues quando ele ingressou na Paul Butterfield's band em 1967. Uma das primeiras aparições de Sanborn como convidado foi no álbum de David Bowie chamado Young Americans.
Embora Sanborn está mais associado ao smooth jazz, ele explorou os horizontes do free jazz em sua juventude, estudando com Roscoe Mitchell e Julius Hemphill.

### Gravações
Ele foi um músico altamente requisitado desde final dos anos 1960, tocando com uma série de artistas famosos, como Eric Clapton, Roger Daltrey, Stevie Wonder, Burt Bacharach, Paul Simon, Jaco Pastorius, The Brecker Brothers, David Bowie, Little Feat, Bob James, James Taylor, Al Jarreau, George Benson, Joe Beck, Donny Hathaway, Elton John, Gil Evans, Carly Simon, Linda Ronstadt, Billy Joel, Roger Waters, Steely Dan, Ween, The Eagles, Michael Stanley, o grupo alemão Nena, e a pop star japonesa Utada Hikaru.
Sanborn já ganhou vários prémios Grammy, incluindo os prémios por Voyeur (1982), Double Vision (1987) e o single instrumental Close Up (1988). Na televisão, Sanborn é conhecido pelo seu sax solo na música-tema para o sucesso da rede NBC L.A. Law. Ele também fez algumas participações em filmes como [Máquina Mortífera (Lethal Weapon) e Os Fantasmas Contra-atacam (Scrooged). Em 1991 Sanborn gravou Another Hand, que o All Music Guide to Jazz descreveu como um "regresso de Sanborn ao seu real e verdadeiro amor: um sem adorno (ou apenas parcialmente adornado) jazz" que "a balanceia as escalas" com o seu material de smotth jazz. No álbum, produzido por Hal Willner, participam músicos de fora do cenário do smooth jazz, como Charlie Haden, Jack DeJohnette, Bill Frisell, e Marc Ribot. Seu álbuns mais recentes incluem Closer.
Em 1994 Sanborn participou do A Celebration: The Music of Pete Townshend and The Who, também conhecido como Daltrey Sings Townshend. O evento, produzido por Roger Daltrey da banda inglesa de rock The Who, consistia de duas noites de concertos no Carnegie Hall em comemoração do seu quinquagésimo aniversário. Em 1994, um CD e um vídeo VHS foram lançados e, em 1998 foi lançado um DVD.
Em 1995, participou do The Wizard of Oz in Concert: Dreams Come True, uma execução musical da popular história no Lincoln Center para beneficiar um fundo de ajuda a crianças, o Children's Defense Fund. A performance foi originalmente transmitida na Turner Network Television (TNT), e publicado em CD e vídeo, em 1996.

### Rádio e televisão
Sanborn trabalhou tanto no rádio quanto na televisão. Em finais dos anos 1980 ele foi convidado para ser membro regular da banda de Paul Shaffer no programa de entrevistas Late Night with David Letterman. A partir de 1988-89, ele co-organizou com Jools Holland um programa musical na NBC. O programa, Night Music, seguindo uma abordagem eclética do produtor Hal Willner, apresentou Sanborn junto a muitos músicos famosos, como Miles Davis, Dizzy Gillespie, Lou Reed, Carlos Santana, Youssou N'dour, Pere Ubu, Loudon Wainwright III, Mary Margaret O'Hara e Curtis Mayfield. Durante os anos 1980 e 1990, Sanborn organizou um programa de rádio o The Jazz Show with David Sanborn.

### Últimos anos e morte
Em 2004, Sanborn ganhou uma estrela na calçada da fama de St. Louis. Em 2006, ele foi o destaque na Gordon Goodwin's Big Phat Band's no mais recente álbum A Phat Pack (lançado em 13 de Junho) com a faixa "Play That Funky Music", um remake de Wild Cherry um sucesso no estilo big band. Sanborn também fez também uma turnê no Japão tocando na rede de restaurantes Blue Note em Nagoya, Osaka e Tóquio. 
Morreu em 12 de maio de 2024, aos 78 anos. Ele havia sido diagnosticado com câncer de próstata em 2018.

## Discografia
- Takin' Off 1975
- David Sanborn 1976
- Promise Me to the Moon 1977
- Heart to Heart 1978
- Hideaway 1979
- Voyeur 1980
- As We Speak 1981
- Backstreet 1982
- Straight to the Heart 1984
- Double Vision (Bob James and David Sanborn album)|1986
- A Change of Heart 1987
- Close Up 1988
- Another Hand 1991
- Upfront 1992
- Heresay 1994
- The Best of David Sanborn 1994
- Pearls 1995
- Love Songs 1995
- Songs From the Night Before 1996
- Inside 1999
- The Essentials 2002
- Time Again 2003
- Closer 2005
- Here & Gone 2008
- Only Everything2010
- Quartette Humaine2013